# Karl Neumer
Karl Neumer (né le 23 février 1887 à Reinhardtsgrimma en Royaume de Saxe - mort le 16 mai 1984 à Pirna en Allemagne) est un coureur cycliste sur piste allemand des années 1900.

## Palmarès
- 1908
  -  Médaillé de bronze en 1/3 mile aux Jeux olympiques de Londres
  -  Médaillé d'argent en poursuite par équipe aux Jeux olympiques de Londres (avec Max Götze, Rudolf Katzer et Hermann Martens)

- 1909
  - 2e du championnat du monde de vitesse individuelle

- 1910
  - 2e du championnat du monde de vitesse individuelle